# Lebinthus nattawa
Lebinthus nattawa är en insektsart som beskrevs av Robillard 2009. Lebinthus nattawa ingår i släktet Lebinthus och familjen syrsor. Inga underarter finns listade i Catalogue of Life.